# Остеоспермум

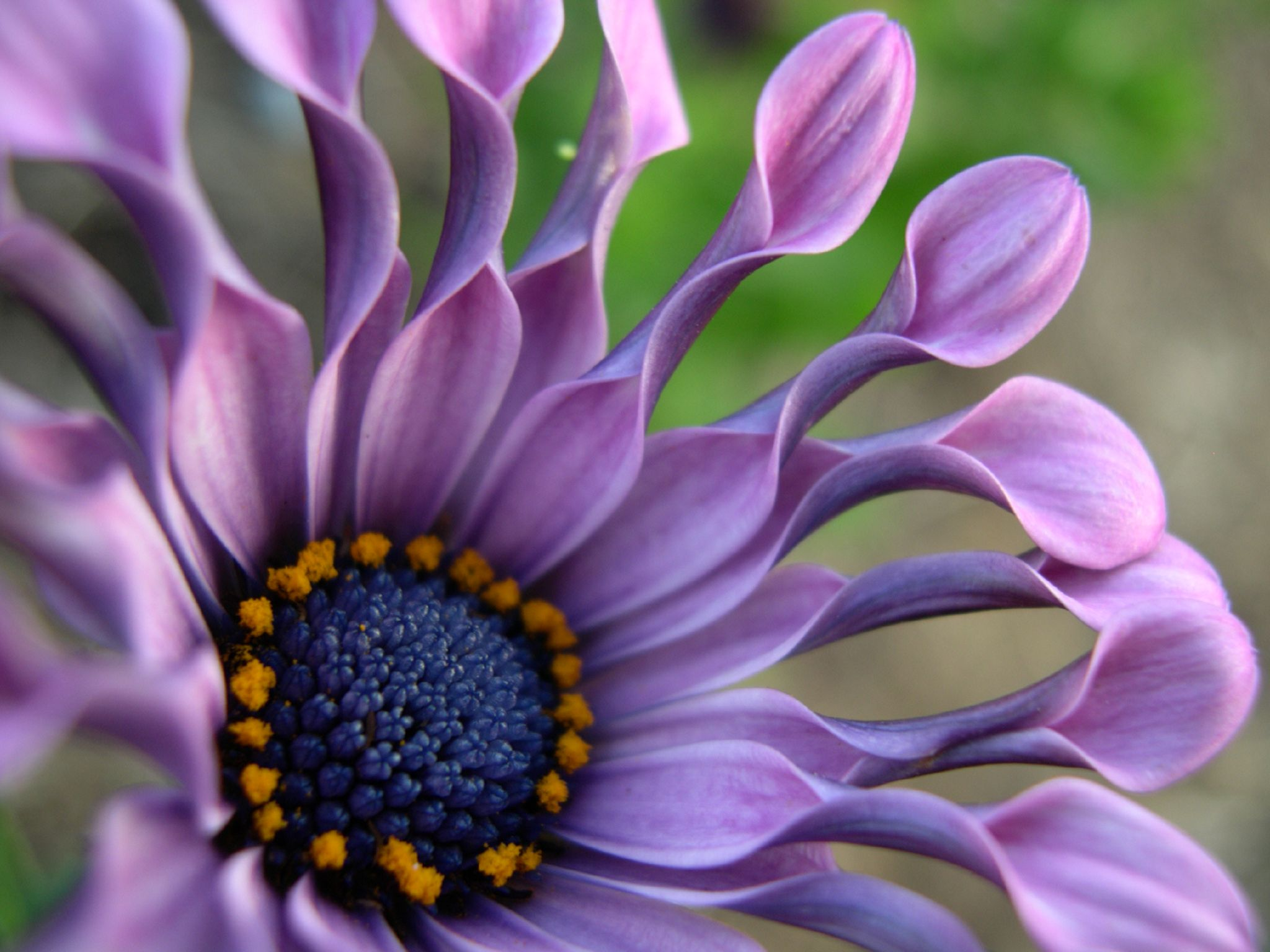
Osteospermum sp.

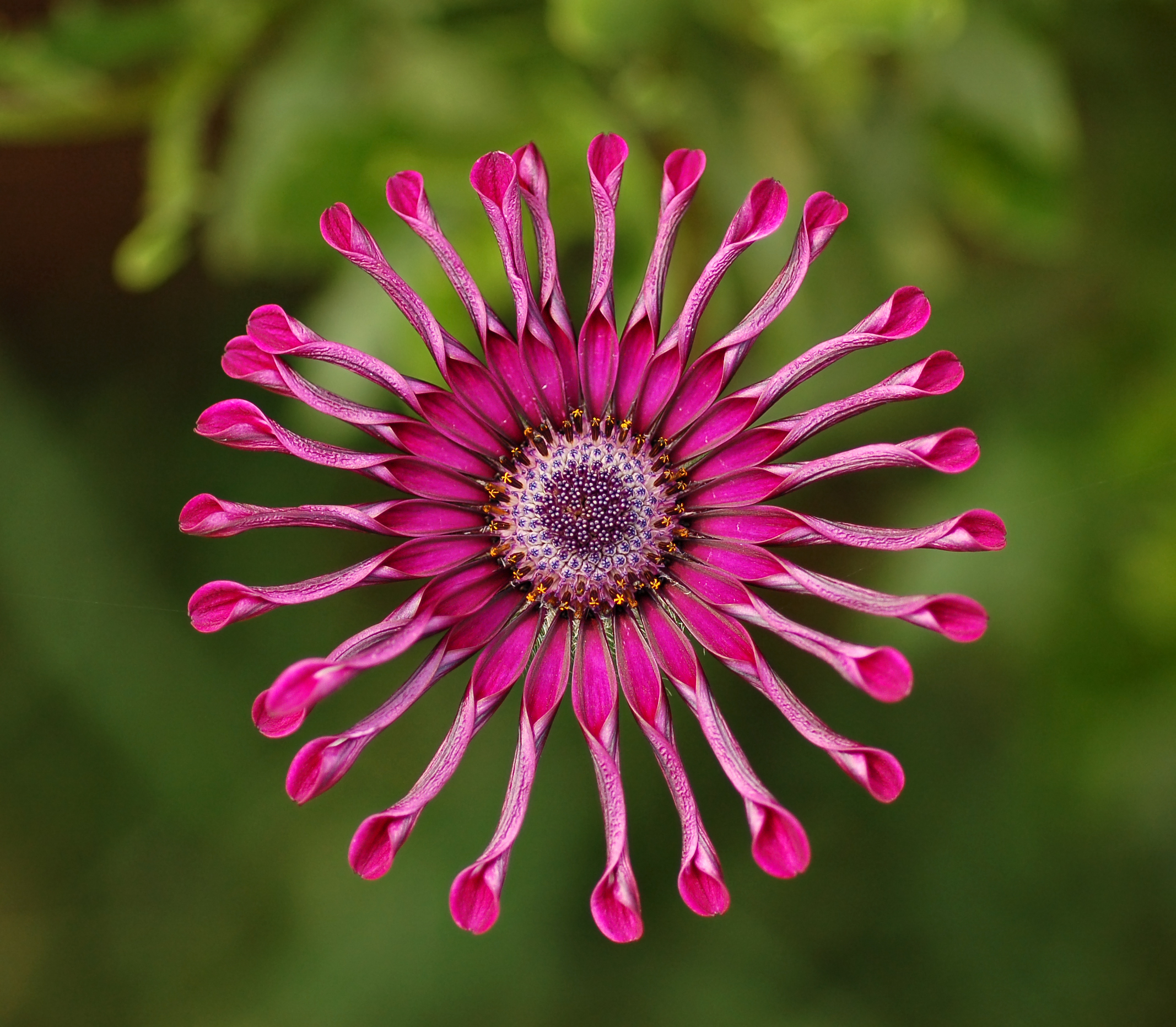
Osteospermum fruticosum

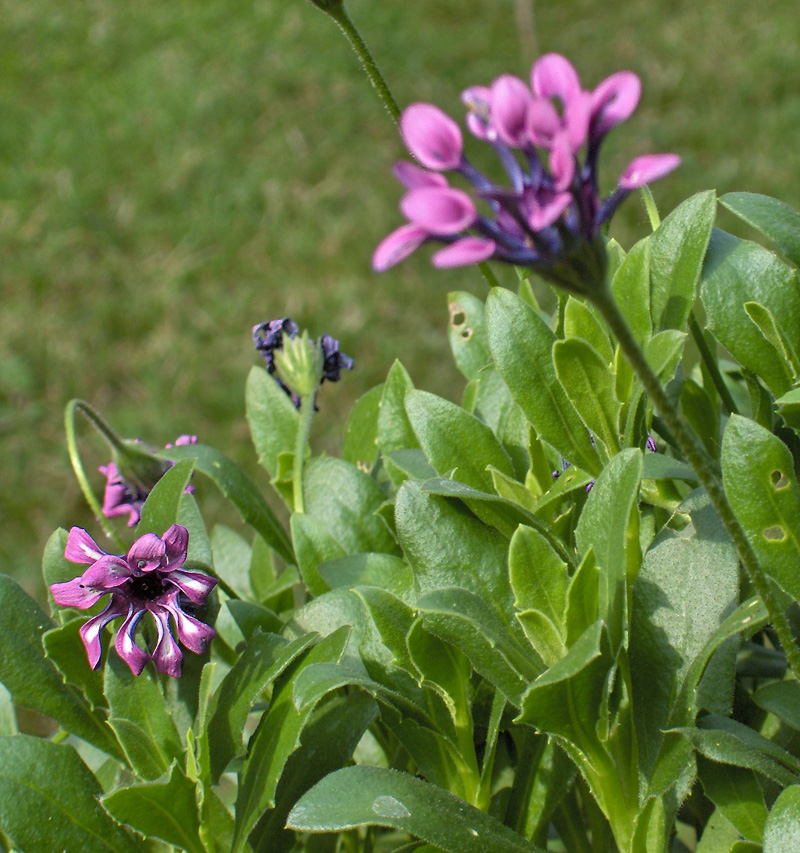
Pink Whirls

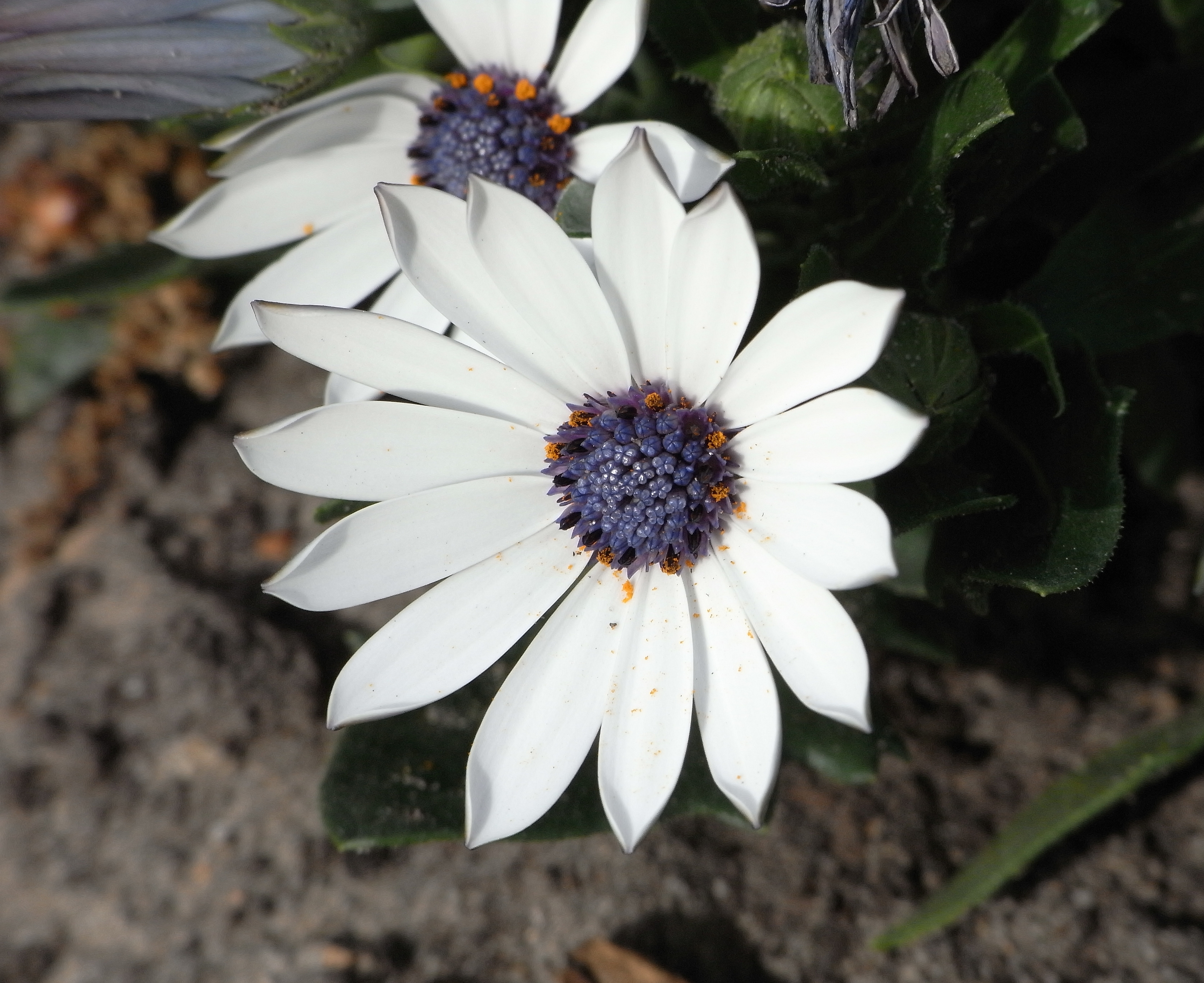
Osteospermum barberiae

Остеоспермум (Osteospermum) або африканська ромашка — рід однорічних та багаторічних трав, напівчагарників та чагарників родини айстрові (Asteraceae), природний ареал яких — Африка (у першу чергу Південна Африка, а також Сомалі) та Аравія. Квітки остеоспермума схожі на квітки представників роду королиця та інші «ромашки».
Декілька видів вирощуються по усьому світу як красиво квітучі декоративні рослини; виведено багато сортів.

## Ботанічний опис
Остеоспермуми — вічнозелені рослини. Стебла прямостоячі або, у деяких видів, сланкі (наприклад, у виду Osteopermum jucundum).
Листки нерівно зубчасті.
Квітки, як і у інших айстрових, зібрані у кошики; суцвіття численні, діаметром від 4 до 10 см. Забарвлення язичкових квіток — від білого до пурпурового та фіолетового (нерідко рожеве; зустрічаються також жовті та помаранчеві). Запилення відбувається за допомогою комах. На відміну від багатьох інших представників родини, у яких насіння утворюються на центральних трубчастих квітках, центральні квітки остеоспермума стерильні і насіння утворюють язичкові квітки.
Плід — відносно велика сім'янка темного кольору.

## Вирощування та використання
Декілька видів цього роду вирощують по всьому світу як красиво квітучі декоративні рослини; виведено багато сорт ів. Всі рослини досить витривалі; їх вирощують у квітниках, альпійських гірках, на передньому плані у бордюрах, у вазонах та діжках на терасах і внутрішніх двориках.
Остеоспермум віддає перевагу ділянкам з прямим освітленням та добре дренованим родючим ґрунтом. Морозостійкість невисока, але зазвичай рослини витримують заморозки у декілька градусів.
Розмноження — живцями (їх слід брати з тих пагонів, що не цвіли) або насінням.
В умовах помірного клімату остеоспермум зазвичай вирощують як однорічні рослини, висіваючи насіння у теплицю в березні-квітні та висаджуючи розсаду в травні-червні; цвітуть рослини з червня до жовтня. Можна зберегти рослини і до наступного року, перенісши їх у світлі холодні приміщення з плюсовою температурою (полив у цьому випадку повинен бути мінімальним).

### Види
Рід Остеоспермум включає близько 45 видів.
Деякі з них:
- Osteospermum amplectens (Harv.) Norl.

= Norlindhia amplectens (Harv.) B.Nord.
- Osteospermum asperulum (DC.) Norl.
- Osteospermum calendulaceum L.f.

Синоніми:
Oligocarpus calendulaceus (L.f.) Less.
- Osteospermum caulescens Harv.
- Osteospermum clandestinum (Less.) Norl.

= Monoculus monstrosus (Burm.f.) B.Nord.
- Osteospermum corymbosum L.
- Osteospermum dregei (DC.) Norl.
- Osteospermum ecklonis (DC.) Norl.

Синоніми:
Dimorphotheca ecklonis DC.
- Osteospermum fruticosum
- Osteospermum hafstroemii Norl.
- Osteospermum hispidum Harv.
- Osteospermum hyoseroides (DC.) Norl.

= Monoculus hyoseroides (DC.) B.Nord.
- Osteospermum imbricatum L.
- Osteospermum jucundum (E.Phillips) Norl.
- Osteospermum junceum P.J.Bergius
- Osteospermum leptolobum (Harv.) Norl.

Синоніми:
Tripteris leptoloba Harv.
- Osteospermum moniliferum L.

= Chrysanthemoides monilifera (L.) Norl.
- Osteospermum muricatum E.Mey. ex DC.
- Osteospermum pachypteris DC.

= Osteospermum spinescens Thunb.
- Osteospermum pisiferum L.

= Chrysanthemoides monilifera subsp. pisifera (L.) Norl.
- Osteospermum pisiferum var. canescens DC.

= Chrysanthemoides monilifera subsp. canescens (DC.) Norl.
- Osteospermum rotundatum DC.

= Chrysanthemoides monilifera subsp. rotundata (DC.) Norl.
- Osteospermum scariosum DC.

Синоніми:
Tripteris flexuosa Harv.
- Osteospermum sinuatum (DC.) Norl.

Синоніми:
Tripteris sinuata DC.
- Osteospermum spinescens Thunb.

Синоніми:
Osteospermum pachypteris DC.
Tripteris pachypteris Harv.
- Osteospermum spinosum L.типовий
- Osteospermum thodei Markötter
- Osteospermum uvedalia L.

= Smallanthus uvedalia (L.) Mack. ex Small